# Патрік Валері
Патрік Валері (фр. Patrick Valéry, нар. 3 липня 1969, Бриньйоль) — французький футболіст, що грав на позиції півзахисника. По завершенні ігрової кар'єри — тренер.
Виступав, зокрема, за клуб «Монако», у складі якого вигравав чемпіонат Франції і Кубок країни. 

## Ігрова кар'єра
Народився 3 липня 1969 року в місті Бриньйоль. Починав займатися футболом у структурі місцевого однойменного клубу, а 1984 року перейшов до академії  «Монако».
У дорослому футболі дебютував 1987 року виступами за головну команду «Монако», в якій провів вісім сезонів, взявши участь у 183 матчах чемпіонату. Більшість часу, проведеного у складі «Монако», був основним гравцем команди.
Згодом з 1995 по 2001 рік грав у складі команд клубів «Тулуза», «Бастія» і «Блекберн Роверз».
Завершив професійну ігрову кар'єру у грецькому «Арісі», за команду якого виступав протягом 2001—2002 років.

## Кар'єра тренера
Розпочав тренерську кар'єру, повернувшись до футболу після невеликої перерви, 2006 року, очоливши тренерський штаб клубу «Бастія», з яким пропрацював протягом року.

## Титули і досягнення
- Чемпіон Франції (1):

«Монако»: 1987-1988
- Володар Кубка Франції (1):

«Монако»: 1990-1991